# Tour de France 2019/5. Etappe
Die 5. Etappe der Tour de France 2019 fand am 10. Juli 2019 statt. Die 175,5 Kilometer lange hügelige Etappe führte von Saint-Dié-des-Vosges nach Colmar. Der Etappenstart begann um 13:15 Uhr am Rond-Point George Sand an der Meurthe in Saint-Dié-des-Vosges, der scharfe Start erfolgte um 13:24 Uhr in Remomeix nahe dem Regionalflughafen „René Fonck“.

## Rennverlauf
Viele Fahrer versuchten sich vom Peloton abzusetzen. Erst nach 20 Kilometern konnte sich eine vierköpfige Spitzengruppe aus Toms Skujiņš, Simon Clarke, Mads Würtz Schmidt und Tim Wellens bilden. Das Peloton wurde von der Bora-hansgrohe kontrolliert, die den Abstand zur Spitzengruppe unter drei Minuten halten konnte. Der Träger des Bergtrikots, Tim Wellens, nutzte die Gelegenheit die ersten beiden Anstiege zu gewinnen – und festigte somit seine Position in der Bergwertung.
Auf dem Weg zur dritten Bergwertung des Tages (Côte des Trois Épis) hatte die Spitzengruppe nur noch einen Abstand von etwa 1:30 Minuten. Dabei fiel Mads Würtz Schmidt aus der Spitzengruppe zurück, er konnte das Tempo der anderen drei Fahrer nicht mehr mithalten. Kurz danach setzte sich Toms Skujiņš von der Spitzengruppe ab. Clark und Wellens versuchten noch mitzuhalten, musste sich aber geschlagen geben – Skujiņš versuchte alleine bis ans Ziel zu kommen. Gleichzeitig erhöhte sich das Tempo im Peloton und einige Sprinter (Elia Viviani, Alexander Kristoff, Dylan Groenewegen und Caleb Ewan) hatten im Hauptfeld den Anschluss verloren. Nach und nach wurden Clark und Wellens eingeholt.
Bei der Überquerung der letzten Bergwertung hatte Skujiņš einen Vorsprung von nur noch 15 Sekunden. Kurz danach wurde er vom Peloton gestellt – Skujiņš wurde von der Rennleitung zum kämpferischsten Fahrer der Etappe gekürt. Insbesondere Team Sunweb diktierte das Tempo der letzten 25 Etappen-Kilometer und führte eine etwa 80-köpfige Fahrergruppe.
Etwa 7 Kilometer vor dem Ziel versuchte Rui Costa einen Soloangriff, wurde jedoch bei 2,2 Kilometer vor dem Ziel wieder eingeholt. Im Sprinterduell konnte Peter Sagan den Etappensieg für sich entscheiden, Tageszweiter wurde Wout van Aert und Matteo Trentin wurde Tagesdritter. Julian Alaphilippe belegt Platz 10 und verteidigte sein Gelbes Trikot vor Van Aert, der dank der Boni den Rückstand zu Alaphilippe auf 14 Sekunden verkürzen konnte.

## Zeitbonus
| Zeitbonus am Etappenziel | Zeitbonus am Etappenziel |
| Fahrer                   | Zeitbonus                |
| ------------------------ | ------------------------ |
| Peter Sagan (BOH)        | 10 Sekunden              |
| Wout van Aert (TJV)      | 6 Sekunden               |
| Matteo Trentin (MTS)     | 4 Sekunden               |